# تلاش (اتصالات)

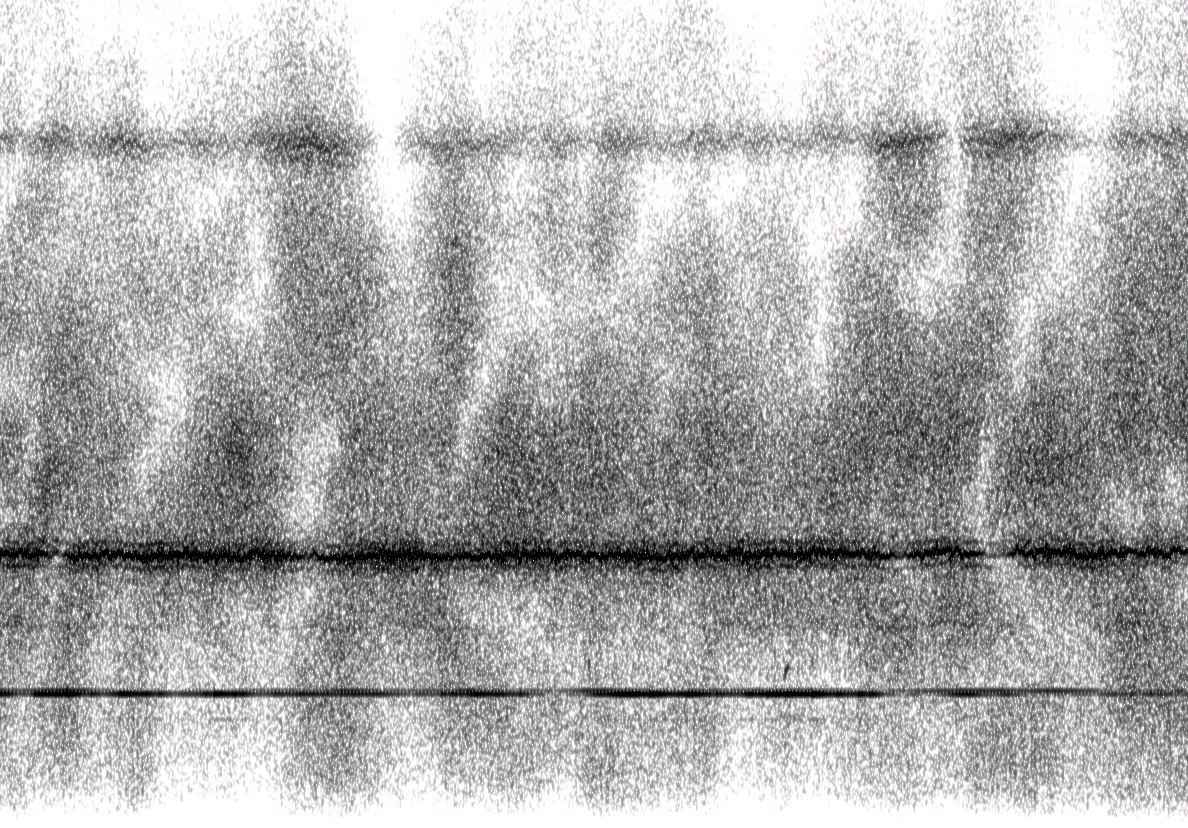

يتعلق مفهوم التلاشي (بالإنجليزية:fading) بالاتصالات اللاسلكية، وهو يشير إلى التَّبَايُن في توهين إشارات الاتصال بالاعتماد على مجموعة من المتغيرات. وتضم هذه المتغيرات الوقت، والموقع الجغرافي، والتردد الراديوي.

## مفاهيم مفتاحية
وجود العاكسات في البيئة المحيطة بالمرسل والمستقبل سوف تخلق عدة طرق يمكن أن تسلكها الإشارة المرسلة. ونتيجة لذلك، يرى الجهاز المستقبِل تطابق لعديد نسخ من الموجة المرسلة، وكل نسخة من هذه الموجات سوف تسلك طريق مختلف. كل نسخة من الموجات سوف تتعرض لعدة اختلافات منها التشوه في شكل الموجة والتأخير والانتقال المرحلي في طريقها من المصدر إلى المستقبل.
هذا ممكن أن ينتج عنه تداخل بنّاء أو هدام، أو تضخيم أو تخفيف قوة الموجة التي يراها جهاز المستقبل.كثيراً ما يشار إلى التداخل الهدام القوي بأنه تلاشي عميق وقد يؤدي إلى فشل مؤقت في الاتصال بسبب الانخفاض الشديد في قناة نسبة الموجة إلى الضوضاء.
أحد الأمثلة الشائعة على التلاشي العميق التوقف عند إشارة المرور، والاستماع إلى بث الراديو يتحول إلى تشويش، في حين يتم استعادة الموجة إذا تحركت السيارة بعض من المتر.
ويتسبب فقدان البث في توقف السيارة عند نقطة تعرضت فيها الموجة لتداخل تدميري شديد. الهواتف الخلوية هي أيضا مثال مشابه على التلاشي اللحظي.
قنوات التلاشي عادة تستخدم كنماذج من اجل اعراض النقل الالكترومغناطيسي للمعلومات عبر الهواء في شبكات الاتصال الخلوية والبث. نماذج قناة التلاشي يمكن أيضا استخدامهم في انظمة الاتصالات تحت الماء من اجل نمذجة التاثيرات المدمرة للموجات بسبب الماء.

## التلاشي السريع والتلاشي البطيء
المصطلحات سريعة وبطيئة تشير إلى معدل التغير في الحجم والمرحلة أو الدرجة التي تسببه القناة على الموجة. الوقت المنطقي هو عبارة عن الية قياس لأقل وقت يمكن استخدامه لحساب حجم أو درجة الموجة للقناة حتى تصبح غير منطقية مع قيمتها السابقة.
1)التلاشي البطيء:
يظهر عندما يكون الوقت المنطقي للقناة قيمته كبيرة مقارنة مع متطلبات التاخر لهذا التطبيق.
في هذا النظام قيمة التغير في الذروة أو الحجم (الدرجة) للموجة بسبب القناة يمكن اعباره بصعوبة على انه ثابت خلال فترة الاستخدام.
التلاشي البطيء يمكن ان يسببه عدة اشياء مثل التظليل، مثلما ان يكون هناك معيقات مثل تل أو مبنى كبير يحجب أو يقف في طريق الموجة الاساسية ما بين المرسل والمستقبل.
طاقة الموجة المستقبلة المتغيرة بسبب التظليل عادة يتم نمذجتها من خلال -توزيع تسجيل الدخول المعتاد- باستخدام الانحراف المعياري تبعا لتسجيل الدخول حسب نموذج سجل الخسارة حسب مسافة الطريق.
2)التلاشي السريع:
يحدث عندما الوقت المنطقي للقناة يكون مقداره صغيرا مقارنة مع معدلات التأخر المطلوبة من القناة.
في هذه الحالة قيمة التغير في الذروة أو الحجم (الدرجة) للموجة بسبب القناة يتغير كثيرا خلال فترة الاستخدام.
في قناة التلاشي السريع، المرسل يمكنه ان يستغل التغيرات في القناة باستخدام نظرية تقسيم الوقت، ليزيد من قوة الاتصال التلاشي العميق المؤقت.
ومع انه التلاشي العميق ممكن ان يسبب لنا خسارة بعض المعلومات، لكن الرموز التشفيرية الخاصة بتصحيح الاخطاء مربوطة مع بعض (البتات)الصحيحة خلال فترات زمنية مختلفة (متداخلة) يمكن ان تسمح لل (البتات) التي تم محيها لأن يتم استعادتها.
```
في قناة التلاشي البطيء، فهو غير ممكن ان يتم استخدام نظرية اختلاف الفترات الزمنية لأن المرسل يرى حقيقة واحدة للقناة، خلال محددات التاخير الخاصة بها.
```

نظرية التلاشي العميق لهذا السبب تستمر طوال فترة الإرسال ولا يمكن تخيفها (تقليلها) باستخدام الرموز التشفيرية.
بشكل عام، يرتبط وقت التماسك عكسيا مع انتشار دوبلر، وعادة ما يعبر عنه
Tc=1/Ds
حيث ان Tc تعبر عن وقت التماسك، و Ds تعبر عن انتشار الدوبلر.هذه المعادلة هي معادلة تقريبية، للمزيد من الدقة انظر وقت التماسك.

## التلاشي الانتقائي
التلاشي الانتقائي للتردد هو اختلاف الانتشار الراديوي الناجم عن إلغاء الإشارة الراديوية نفسها بحيث تصل الإشارة إلى المستقبِل بمسارين مختلفين، وقد يحصل تغير على أحد المسارين أو كلاهما سواء حدوث اطاله أو تقصير للإشارة المرسلة يحدث هذا عادة في وقت مبكر من المساء أو في الصباح الباكر حيث تتحرك الطبقات المختلفة في الأيونوسفير مجتمعة أو متفرقة، بالتالي يمكن أن يكون أحد المسارين على الاقل موجات ارضية  أو كلاهما.
عمليه التلاشي  تنتشر بشكل دوري بطيء؛ بحيث يكون تأثير إلغاء الإشارة لنفسها في عملية التلاشي  أعمق في التردد الذي يتغير باستمرار وبالتالي  يتعمق في  الصوت المستقبل.
عرض نطاق التماسك (bandwidth coherence) يقيس عملية الانفصال التي تحدث للتردد الذي سينتج عنه اشارتان يواجهان عمليه تلاشي غير منتظمة.
أنواع التلاشي الرئيسية:
- التلاشي المستوي (flat fading):

يكون عرض نطاق التماسك الخاص بالقناة أكبر من عرض نطاق الإشارة ولذلك، فإن جميع مكونات التردد الخاصة بالإشارة ستتعرض لنفس  الحجم من التلاشي.
- التلاشي الانتقائي للتردد (frequency-selective fading):

```
يكون عرض نطاق التماسك للقناة أصغر من عرض نطاق الإشارة.  فإن اجزاء التردد المختلفة التابعة للإشارة تتعرض ل عمليه تلاشي غير مترابطة.
```

```
وبما أن مكونات التردد المختلفة تتأثر بشكل مستقل، فلا يمكن أن تتأثر جميع أجزاء الإشارة بشكل عميق في وقت واحد.
```

بعض أنظمة تشكيل الترددات  لتصبح ملائمة لتوظيف أنواع الترددات كافة، مثل:
- تقسيم التردد بشكل عامودي بحيث يسمح لحدوث أكثر من عملية إرسال  (OFDM).
- تقسيم الشيفرة (الكود) بحيث يسمح بتعدد استخدامه والنفاذ اليه في وقت واحد  (CDMA)

مبدا عمل هذه الانظمة:
يقسم ال (OFDM)   الإشارات ذات  النطاق العريض إلى العديد من الموجات الفرعية بحيث تكون  ذات نطاق ضيق وتشكيل بطيء، ويتعرض كل منها للتلاشي المسطح (flat fading) بدلاً من التلاشي الانتقائي للتردد (frequency-selective fading), ويمكن محاربة هذا عن طريق تشفير الأخطاء أو معادلة بسيطة  يتم من خلالها تجنب التداخل بين الرموز  عن طريق ادخال فاصل بين الرموز.
```
ان قنوات التلاشي الانتقائي  أيضا مشتتة، لان طاقة الإشارة المرتبطة بكل رمز تقل مع الوقت عندما  تنتشر الإشارة مع المسافة مما  يؤدي إلى  تتداخل الرموز المنتشرة  مع بعضها البعض.
```

غالبًا ما يتم نشر المعادلات في مثل هذه القنوات للتعويض عن تأثيرات التداخل بين الرموز. ويمكن موازنة التأثير بتطبيق بعض المعادلات المختلفة، مثل  (OFDM) (تصحيح الأخطاء الأمامية)، أو باستخدام مستقبِليْن منفصلين ومتباعدين، أو مستقبِل مخصص له هوائيان ويقارن هذا المستقبِل الإشارات التي تصل إلى الهوائيين بشكل مستمر لتقديم إشارة أفضل.

## نماذج التلاشي
بعض نماذج التلاشي ما يلي:
النماذج المشتتة  مع العديد من الأصداء، كل صدا يتعرض إلى تأخير وتغير حالة (phase shift) مختلف  وغالبا ما يكون  هذا التغير ثابت وينتج عن ذلك تلاشي  انتقائي للتردد وتداخل بين الرموز.

## تخفيض تأثير التلاشي
يمكن أن يتسبب التلاشي  ضعف أداء  نظام الاتصالات لأنه  يؤدي إلى فقدان طاقة الإشارة دون تقليل طاقة الضوضاء ويمكن أن تكون خسارة الإشارة هذه على اجزاء أو على كامل  نطاق الإشارة غالبًا ما تكون أنظمة الاتصال مصممة للتكيف مع مثل هذه العقبات، ولكن يمكن أن يتغير التلاشي بشكل أسرع من الإجراءات  التي يمكن اتخاذها. وفي مثل هذه الحالات، يصبح احتمال التعرض للتلاشي عند انخفاض نسبة الإشارة إلى الضوضاء أكبر يمكن مكافحة آثار التلاشي عن طريق إرسال الإشارة عبر قنوات متعددة تختبر الإشارة المتلاشية وتجميعها بشكل متجانس في المستقبِل. ومن ثم  فإن احتمال ظهور التلاشي في هذه القناة المركبة هو حدث بعيد الاحتمال بدرجة أكبر بكثير.